# Henri Godard
Henri Godard (1937) è un critico letterario e docente francese specializzato soprattutto in Louis-Ferdinand Céline, Jean Giono e Raymond Queneau.

## Biografia
Dottorato alla Sorbonne nel 1984, è diventato uno dei massimi conoscitori di Louis-Ferdinand Céline, al quale ha dedicato molti studi, curatele (tra le quali le edizioni dei romanzi nella "Bibliothèque de la Pléiade" e nella "Foliothèque" di Gallimard) e una biografia (2011). Ha anche curato opere di Jean Giono, André Malraux (in particolare gli Écrits sur l'art), Louis Guilloux e Raymond Queneau.
Ha insegnato letteratura francese del XX secolo all'Università di Parigi-Diderot e all'Università di Parigi-Sorbona. È stato anche professore in visita all'Università di Harvard e all'Università di Stanford.

## Opere
- Album de la Pléiade: Jean Giono, Bibliothèque de la Pléiade, Gallimard, Paris 1980
- Poétique de Céline, Gallimard, Paris 1985, 2014
- Les Manuscrits de Céline et leurs leçons, Lérot, Paris 1988
- L'Autre face de la littérature. Essai sur André Malraux et la littérature, Gallimard, Paris 1990
- Céline, scandale, Gallimard, Paris 1994
- D'un Giono l'autre, Gallimard, Paris 1995
- Louis Guilloux. Romancier de la condition humaine, Gallimard, Paris 1999
- L'Amitié. André Malraux[1], Gallimard, Paris 2001
- Une grande génération: Céline, Malraux, Guilloux, Giono, Montherlant, Malaquais, Sartre, Queneau, Simon, Gallimard, Paris 2003
- L'Expérience existentielle de l'art, Gallimard, Paris 2004
- Giono. Le roman, un divertissement de roi, coll. «Découvertes Gallimard» (n° 455), Gallimard, Paris 2004
- Le Roman modes d'emploi[2], Gallimard, Paris 2006
- Un autre Céline, Textuel, Paris 2008
- Céline, coll. "Biographies", Gallimard, Paris 2011
- À travers Céline, la littérature, Gallimard, Paris 2014